# Fujiwara no Tanetsugu
'Fujiwara no Tanetsugu' (藤原種継, [(737-785)] Erro: {{japonês}}: texto da transliteração contém caractere não latino (pos 17) (ajuda))  foi um nobre do período Nara da história do Japão. Foi o neto do sangi Fujiwara no Umakai, o fundador do Ramo Shikike do Clã Fujiwara. Foi chūnagon no reinado do Imperador Kanmu.

## Carreira
A primeira menção de Tanetsugu no Nihon Shoki  ocorreu em 766, quando foi promovido de ju roku-i no jō (従六位上, oficial sênior do sexto escalão) para ju go-i no ge (従五位下, oficial júnior do quinto escalão). Dois anos depois em 768 foi promovido a Kokushi (governador) da Província de Mimasaka.
Tanetsugu ocupou vários cargos como um governador provincial, além de outras funções civis e militares, foi promovido de forma constante  a ju shi-i no ge ([従四位下] Erro: {{japonês}}: o texto tem marcação itálica (ajuda), oficial junior de quarto escalão) em 781. Após a morte de seus tios Fujiwara no Yoshitsugu e Fujiwara no Momokawa , Tanetsugu passou a representar o Ramo Shikike como o neto mais velho de Umakai.
Com a ascensão do Imperador Kanmu em 781, Tanetsugu foi promovido a ju shi-i no jō (従四位上, oficial sênior do quarto escalão). Com uma profunda confiança do Imperador, Tanetsugu foi promovido rapidamente, juntando-se à Corte com uma promoção para sangi em 782. Em 783, foi promovido a ju san-mi (従三位, oficial do terceiro escalão), e em 784 a chūnagon .

### Mudança da Capital
Em 784, Kanmu queria transferir a capital para longe de Heijō-kyo. Tanetsugu recomendou Nagaoka-kyō como o local para a nova capital. Mais tarde nesse ano, Tanetsugu foi encarregado da construção da nova capital. Sua nomeação pode ter tido o apoio da família de sua mãe, o clã Hata , residentes na província de Yamashiro próximo ao local da nova capital. Vários membros do clã Hata foram mais tarde promovidos para a aristocracia com base nos serviços  prestados durante a construção.

### Assassinato
Em 785, logo após a mudança da capital, Tanetsugu foi atingido por uma flecha enquanto supervisionava a construção, e morreu no dia seguinte. O Imperador Kanmu estava ausente no momento, visitando a província de Yamato . Ōtomo no Takeyoshi ( 大伴竹良 ) foi o primeiro a ser preso em decorrência do assassinato, e depois de uma investigação mais dez pessoas foram executadas, incluindo Ōtomo no Tsuguhito ( 大伴継人 ) e Saeki no Takanari ( 佐伯高成? ). Ōtomo no Yakamochi, que morrera um mês antes do incidente, foi identificado como o líder e retirado dos registos dos funcionários do passado. Várias outras pessoas foram implicadas e exiladas.
Mais tarde, o príncipe Sawara foi deserdado como príncipe herdeiro e exilado para a Província de Awaji, mas morreu a caminho. Não existia discórdia entre Sawara e Tanetsugu, por isso não se pode afirmar categoricamente que estivesse envolvido. mas um grande número de envolvidos no assassinato, incluindo Takanari, eram empregados do príncipe herdeiro. Este incidente, juntamente com o medo do fantasma vingativo de Sawara, contribuíram para a decisão de mudar a capital novamente para Heian-kyo, pouco tempo depois.
| Precedido por Fujiwara no Momokawa | -- 4º Líder do Shikike Fujiwara (779-785) | Sucedido por Fujiwara no Nakanari |